# مهرجان كان السينمائي 1960
مهرجان كان السينمائي لعام 1960 هو الدورة الـ13 للمهرجان عُقد في 4 إلى 20 مايو من عام 1960، حصل فيلم «لا دولشي فيتا» للمخرج الإيطالي فيديريكو فليني على السعفة الذهبية للمهرجان.